# محمد فنونة
محمد فنونة (3 أبريل 1980 - ) لاعب بارالمبي فلسطيني في سباقات المضمار والميدان، ينافس بشكل رئيسي في فئة "T13". مثل فلسطين في الألعاب البارالمبية الصيفية 2004 في أثينا. فاز فيها بميدالية برونزية في رياضة القفز الطويل. كانت ثاني ميدالية بارلمبية برونزية تحصل عليها فلسطين. نافس أيضًا في رياضة رمي الرمح. كما نافس في الألعاب البارالمبية الصيفية 2008 في بكين في رياضة الركض 100 متر و 200 متر، لكنه لم يفز بأي ميدالية. نافس للمرة الثالثة في الألعاب البارالمبية الصيفية 2012 في لندن في رياضات الركض 100 متر و200 متر، بالإضافة إلى رمي الرمح والقفز الطويل، ولم يحقق أي ميدالية.